# Championnats d'Europe d'escrime 2011
Navigation
Édition précédente Édition suivante
Les 24es championnats d'Europe d'escrime se déroulent à Sheffield, Angleterre, Royaume-Uni du 14 au 19 juillet 2011. C'est la première édition des championnats d'Europe se tenant sur le territoire britannique.

## Calendrier
La compétition se déroule du 14 juillet 2011 date de la cérémonie d’ouverture au 19 juillet 2011 date de la cérémonie de clôture.
Chaque épreuve se déroule sur une journée, le tableau d’élimination directe succédant immédiatement au tour de poule.
| juillet               | juillet               | 14     | 15     | 16     | 17     | 18     | 19     | Total |
| --------------------- | --------------------- | ------ | ------ | ------ | ------ | ------ | ------ | ----- |
| Cérémonies            | Cérémonies            | ●      |        |        |        |        | ●      |       |
| Epée individuelle     | Epée individuelle     |        | Hommes | Femmes |        |        |        | 2     |
| Epée par équipes      | Epée par équipes      |        |        |        |        | Hommes | Femmes | 2     |
| Fleuret individuel    | Fleuret individuel    | Hommes | Femmes |        |        |        |        | 2     |
| Fleuret par équipes   | Fleuret par équipes   |        |        |        | Hommes | Femmes |        | 2     |
| Sabre individuel      | Sabre individuel      | Femmes |        | Hommes |        |        |        | 2     |
| Sabre par équipes     | Sabre par équipes     |        |        |        | Femmes |        | Hommes | 2     |
| Total titres décernés | Total titres décernés | 2      | 2      | 2      | 2      | 2      | 2      | 12    |

| Légende |                       |
|         | Cérémonie d'ouverture |
|         | Cérémonie de clôture  |
|         | Jour de compétition   |

## Tableau des médailles
| Rang  | Nation    | Or | Argent | Bronze | Total |
| ----- | --------- | -- | ------ | ------ | ----- |
| 1     | Italie    | 6  | 2      | 2      | 10    |
| 2     | Russie    | 1  | 2      | 7      | 10    |
| 3     | Allemagne | 1  | 2      | 2      | 5     |
| 4     | France    | 1  | 2      | 1      | 4     |
| 5     | Ukraine   | 1  | 1      | 1      | 3     |
| 6     | Roumanie  | 1  | 0      | 1      | 2     |
| 6     | Suisse    | 1  | 0      | 1      | 2     |
| 8     | Hongrie   | 0  | 1      | 2      | 3     |
| 9     | Pologne   | 0  | 1      | 1      | 2     |
| 10    | Pays-Bas  | 0  | 1      | 0      | 1     |
| Total | Total     | 12 | 12     | 18     | 42    |

## Médaillés
| Épreuves                               | Or                                                                                 | Argent                                                                             | Bronze                                                                                           |
| -------------------------------------- | ---------------------------------------------------------------------------------- | ---------------------------------------------------------------------------------- | ------------------------------------------------------------------------------------------------ |
| Épée                                   |                                                                                    |                                                                                    |                                                                                                  |
| Hommes individuel résultats détaillés  | Jörg Fiedler                                                                       | Bas Verwijlen                                                                      | Tomasz Motyka Max Heinzer                                                                        |
| Hommes par équipes résultats détaillés | France- Gauthier Grumier - Jean-Michel Lucenay - Ronan Gustin - Yannick Borel      | Hongrie- Gábor Boczkó - András Rédli - Géza Imre - Péter Somfai                    | Russie- Anton Avdeyev - Sergey Khodos - Pavel Sukhov - Aleksey Tikhomirov                        |
| Femmes individuel résultats détaillés  | Tiffany Géroudet                                                                   | Britta Heidemann                                                                   | Ana Maria Brânză Nathalie Moellhausen                                                            |
| Femmes par équipes résultats détaillés | Roumanie- Ana Maria Brânză - Simona Alexandru - Anca Măroiu - Loredana Iordăchioiu | Russie- Lyubov Shutova - Tatiana Logounova - Violetta Kolobova - Anna Sivkova      | France- Laura Flessel-Colovic - Maureen Nisima - Sarah Daninthe - Joséphine Jacques-André-Coquin |
| Fleuret                                |                                                                                    |                                                                                    |                                                                                                  |
| Hommes individuel résultats détaillés  | Giorgio Avola                                                                      | Andrea Cassarà                                                                     | Andrea Baldini Aleksey Cheremisinov                                                              |
| Hommes par équipes résultats détaillés | Italie- Andrea Baldini - Andrea Cassarà - Giorgio Avola - Valerio Aspromonte       | France- Brice Guyart - Erwann Le Péchoux - Marcel Marcilloux - Victor Sintès       | Russie- Aleksey Cheremisinov - Renal Ganeev - Dmitry Rigin - Artiom Sedov                        |
| Femmes individuel résultats détaillés  | Elisa Di Francisca                                                                 | Valentina Vezzali                                                                  | Evgenia Lamonova Edina Knapek                                                                    |
| Femmes par équipes résultats détaillés | Italie- Valentina Vezzali - Elisa Di Francisca - Arianna Errigo - Ilaria Salvatori | Russie- Aida Shanaeva - Larisa Korobeynikova - Inna Deriglazova - Evgenia Lamonova | Allemagne- Katja Wächter - Sandra Bingenheimer - Carolin Golubitskyi - Anja Schache              |
| Sabre                                  |                                                                                    |                                                                                    |                                                                                                  |
| Hommes individuel résultats détaillés  | Aleksey Yakimenko                                                                  | Boladé Apithy                                                                      | Max Hartung Aron Szilagyi                                                                        |
| Hommes par équipes résultats détaillés | Italie- Aldo Montano - Luigi Tarantino - Diego Occhiuzzi - Giampiero Pastore       | Allemagne- Nicolas Limbach - Max Hartung - Björn Hübner - Benedikt Wagner          | Russie- Aleksey Yakimenko - Veniamin Reshetnikov - Nikolay Kovalev - Pavel Bykov                 |
| Femmes individuel résultats détaillés  | Olha Kharlan                                                                       | Aleksandra Socha                                                                   | Halyna Pundyk Julia Gavrilova                                                                    |
| Femmes par équipes résultats détaillés | Italie- Ilaria Bianco - Paola Guarnieri - Gioia Marzocca - Irene Vecchi            | Ukraine- Olha Kharlan Olena Khomrova - Halyna Pundyk - Olha Zhovnir                | Russie- Ekaterina Dyachenko Dina Galiakbarova - Yuliya Gavrilova - Sofia Velikaïa                |

## Épée hommes

### Épreuve individuelle
| Épreuve    | Or           | Argent        | Bronze                    |
| Individuel | Jörg Fiedler | Bas Verwijlen | Tomasz Motyka Max Heinzer |

### Épreuve par équipes
| Épreuve     | Or                                                                     | Argent                                                   | Bronze                                                             |
| Par équipes | France Gauthier Grumier Jean-Michel Lucenay Ronan Gustin Yannick Borel | Hongrie Gábor Boczkó András Rédli Géza Imre Peter Somfai | Russie Anton Avdeyev Sergey Khodos Pavel Sukhov Aleksey Tikhomirov |

## Épée dames

### Épreuve individuelle
| Épreuve    | Or               | Argent           | Bronze                                |
| Individuel | Tiffany Géroudet | Britta Heidemann | Ana Maria Brânză Nathalie Moellhausen |

### Épreuve par équipes
| Épreuve     | Or                                                                          | Argent                                                                 | Bronze                                                                                    |
| Par équipes | Roumanie Ana Maria Brânză Simona Alexandru Anca Măroiu Loredana Iordăchioiu | Russie Lyubov Shutova Tatiana Logounova Violetta Kolobova Anna Sivkova | France Laura Flessel-Colovic Maureen Nisima Sarah Daninthe Joséphine Jacques-André-Coquin |

## Fleuret hommes

### Épreuve indiviuelle
| Épreuve    | Or            | Argent         | Bronze                              |
| Individuel | Giorgio Avola | Andrea Cassarà | Andrea Baldini Aleksey Cheremisinov |

### Épreuve par équipes
| Épreuve     | Or                                                                    | Argent                                                                | Bronze                                                             |
| Par équipes | Italie Andrea Baldini Andrea Cassarà Giorgio Avola Valerio Aspromonte | France Brice Guyart Erwann Le Péchoux Marcel Marcilloux Victor Sintès | Russie Aleksey Cheremisinov Renal Ganeev Dmitry Rigin Artiom Sedov |

## Fleuret dames

### Épreuve individuelle
| Épreuve    | Or                 | Argent            | Bronze                        |
| Individuel | Elisa Di Francisca | Valentina Vezzali | Edina Knapek Evgenia Lamonova |

### Épreuve par équipes
| Épreuve     | Or                                                                          | Argent                                                                      | Bronze                                                                       |
| Par équipes | Italie Valentina Vezzali Elisa Di Francisca Arianna Errigo Ilaria Salvatori | Russie Aida Shanaeva Larisa Korobeynikova Inna Deriglazova Evgenia Lamonova | Allemagne Katja Wächter Sandra Bingenheimer Carolin Golubitskyi Anja Schache |

## Sabre hommes

### Épreuve individuelle
| Épreuve    | Or                | Argent        | Bronze                    |
| Individuel | Aleksey Yakimenko | Boladé Apithy | Max Hartung Aron Szilagyi |

### Épreuve par équipes
| Épreuve     | Or                                                                    | Argent                                                             | Bronze                                                                    |
| Par équipes | Italie Aldo Montano Luigi Tarantino Diego Occhiuzzi Giampiero Pastore | Allemagne Nicolas Limbach Max Hartung Björn Hübner Benedikt Wagner | Russie Aleksey Yakimenko Veniamin Reshetnikov Nikolay Kovalev Pavel Bykov |

## Sabre dames

### Épreuve individuelle
| Épreuve    | Or           | Argent           | Bronze                        |
| Individuel | Olha Kharlan | Aleksandra Socha | Halyna Pundyk Julia Gavrilova |

### Épreuve par équipes
| Épreuve     | Or                                                               | Argent                                                         | Bronze                                                                      |
| Par équipes | Italie Ilaria Bianco Paola Guarnieri Gioia Marzocca Irene Vecchi | Ukraine Olha Kharlan Olena Khomrova Halyna Pundyk Olha Zhovnir | Russie Ekaterina Dyachenko Dina Galiakbarova Julia Gavrilova Sofia Velikaïa |